# Halysidota subterminalis
Halysidota subterminalis là một loài bướm đêm thuộc phân họ Arctiinae, họ Erebidae.